# Джиммі Картер (боксер)
Джеймс Волтер «Джиммі» Картер (англ. James Walter «Jimmy» Carter; 15 грудня 1923 — 21 вересня 1994) — афроамериканський професійний боксер, чемпіон світу з боксу у легкій вазі (1951—1952, 1952—1954, 1954—1955).
У 2000 році введений до Міжнародної зали боксерської слави.

## Боксерська кар'єра
У професійному боксі дебютував 14 березня 1946 року.
25 травня 1951 року на арені Медісон-сквер-гарден у Нью-Йорку зустрівся в поєдинку за звання чемпіона світу у легкій вазі з чинним на той час чемпіоном світу Айком Вільямсом. Протягом бою Вільямс чотири рази: у 5-му (двічі), 10-му та 14-му раундах побував у нокдауні. Зрештою, у 14-му раунді рефері Піті Скалцо зупинив бій. Перемогу технічним нокаутом і звання чемпіона світу здобув Джиммі Картер. У листопаді того ж року вдало захистив свій титул, перемігши одноголосним рішенням суддів Арта Арагона.
1 квітня 1952 року в Лос-Анжелесі провів захист чемпіонського титулу в поєдинку проти мексиканця Лауро Саласа. Попри те, що у 15-му раунді Картер побував у нокдауні, одноголосним рішенням суддів він отримав перемогу. 14 травня того ж року у другому поєдинку проти Лауро Саласа втратив чемпіонське звання, програвши розділеним рішенням суддів. 15 жовтня у Чикаго одноголосним рішенням суддів виграв бій-реванш, повернувши собі чемпіонське звання.
Протягом 1953 року провів два вдалих захисти чемпіонського титулу, перемігши технічним нокаутом у 4-му раунді Томмі Коллінза, та нокаутувавши у 5-му раунді Арманда Савоя.
5 березня 1954 року на Медісон-сквер-гарден у Нью-Йорку програв одноголосним рішенням суддів Педді Демарко. 17 листопада того ж року переміг технічним нокаутом у 15-му раунді (протягом бою Демарко двічі, у 9-му та 14-му раундах, побував у нокдауні), тим самим повернув собі чемпіонське звання.
29 червня 1955 року в Бостоні розділеним рішенням суддів програв Воллесу Бад Сміту. 19 жовтня того ж року у Цинцинаті програв і бій-реванш одноголосним рішенням суддів.
У 1960 році завершив боксерську кар'єру. Всього на професійному ринзі провів 125 боїв, у 85 з яких отримав перемогу.